# 中国人民軍海上民兵
中国人民軍海上民兵（ちゅうごくじんみんぐんかいじょうみんぺい、中国語: 中国海上民兵、英語: People's Armed Force Maritime Militia, PAFMM）は、中国政府出資の海上民兵である。南シナ海で活動していると報じられていることから、2014年のクリミア併合時のロシアの「リトル・グリーン・メン」に言及した海軍兵学校のアンドリュー・S・エリクソンの造語である「リトル・ブルー・メン」と呼ばれることもある。

## 概要

軍旗

海上民兵は、中国共産党中央軍事委員会国防動員部の指揮下に入る。民兵法等の規定上は人民武装部が海上民兵を管轄し、装備などの提供も行っている。ただし、実態の訓練や指揮命令系統では、中国人民解放軍海軍の地方組織である軍区警備区が直接の指揮命令権を有すると考えられる。
運用上の役割・能力として、情報収集や建築資材の運搬、中国海軍艦艇への燃料や弾薬等の補給などの幅広い任務を果たしているほか、自動小銃やロケット弾などを使ったゲリラ戦の訓練も実施されている。海上民兵は中国の海洋権益擁護のための尖兵的役割を果たすため、退役軍人から採用され、漁業活動とは別に給料が支払われているとの指摘がある。中国による領域侵害・不法占拠の特徴は、軍でもあり民でもあるという曖昧な位置づけの海上民兵を活用することで、相手国に正規軍を投入する口実を与えさせないようにしつつ負荷をかけ迅速な対応を遅らせることを目的とする。
海上民兵は、企業や個人の漁師から漁船を頻繁に借用する一方で、南シナ海において海上民兵のために国有の漁船団を設立しているとの指摘もある。海上民兵の漁船は、通信システムやレーダーなどを含む高度な電子機器を装備しているので、中国海軍を補完するとともに、中国海警等の他の機関との相互運用性を高めている。また、漁船の多くが航法衛星システムを備えているため、船舶の位置を追尾して中継することで海洋情報を収集・伝達する。

## 歴史

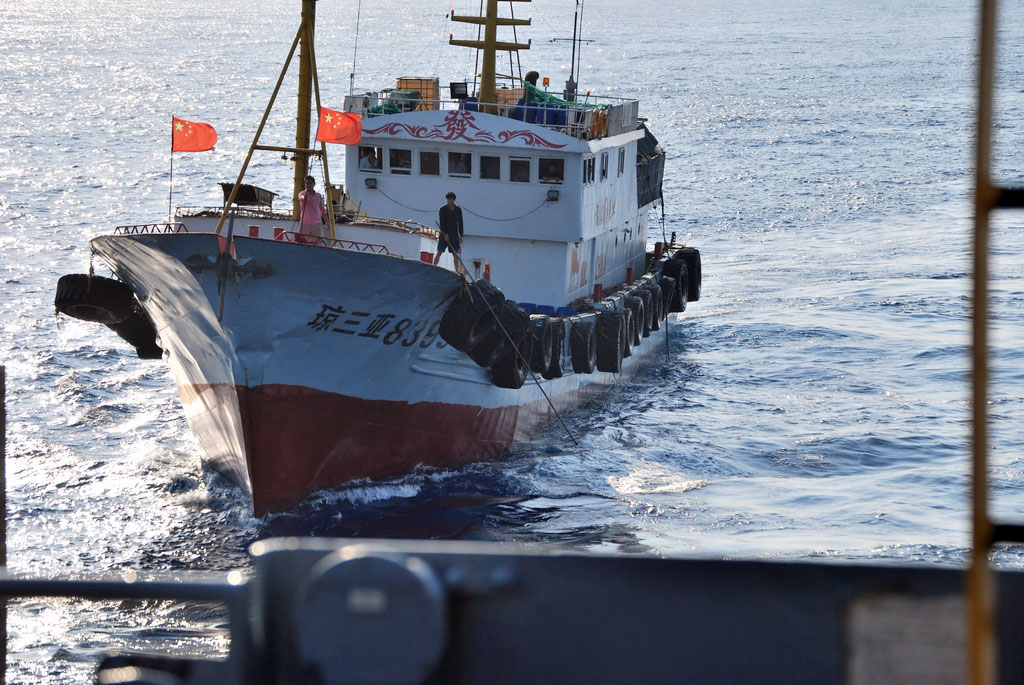
2009年3月8日、国際水域で中国のトロール船の乗組員が、USNSインペッカブルの曳航された音響アレイを引っ掛けようとグラップルフックを使用している。

中国の海上民兵は、中国共産党が国共内戦に勝利した後に設立された。人民戦争理論を海にも適用する形で、漁師やその他の海上労働者が海上民兵に徴兵された。
1960年代から1970年代にかけて、中国人民解放軍海軍は海上民兵学校を設立した。
海上民兵は1974年の南ベトナムとの西沙諸島の戦いで、特に中国軍に水陸両用輸送能力を提供することで大きく貢献した。民兵の存在は南ベトナム軍の進撃を著しく遅らせたほか、領有権を主張する上で重要な役割を果たした。
2000年代には、海上民兵による米海軍艦艇の航行への物理的な妨害への関与が増加した。
2015年7月25日には人民解放軍、海警局、海上民兵で構成される三沙軍警民聯防指揮中心を永興島に設置した。このように中国の海上民兵は人民解放軍や海上法執行機関とも連携して活動している。
2016年7月下旬には南海艦隊某基地における実兵対抗演習で、防空、海岸防衛、戦闘機、潜水艦、特殊戦等の部隊に加え、公安、人民武装警察部隊、民兵等が演習に参加した。また同年8月にも南海艦隊某水警区艦艇、陸軍、空軍、海軍航空兵部隊、海警・漁政・海監・救助船、および漁船による大規模海上権益維持演習を実施している。
武装した漁船団は中国のパワープロジェクションの一環であり、領土を掌握し、南シナ海全体の中国の主張に異議を唱える者を標的にするために配備されている。2016年には230隻の漁船が同じ島に群がった。2020年8月には、日本の尖閣諸島に100隻以上の漁船が嫌がらせを行った。
2022年、約400隻の漁船が南シナ海に展開した。

## グレーゾーン作戦
中国は、民間人で構成される海上民兵を使用することで、グレーゾーン作戦に民間人が関与することから生じる法的曖昧さと外交的恣意性によって軍事衝突を回避しつつ権益主張を有利に進めることを目的としている。台湾の国防安全保障研究所の研究によると、中国の海上民兵は、中国の近隣諸国と通常戦争に踏み込まずに低烈度紛争を起こすために投入されるグレーゾーン戦術の一部であると指摘している。
中国は、紛争地域で外国船を嫌がらせするために民兵を派遣することができるが、公には船舶が政府の管理下から独立していると主張することで、他国との緊張の高まりを回避することができる。また、外国船との衝突で民兵が負傷した場合、中国政府は自国の漁師を保護する必要があると主張できる。グレーゾーン作戦は武力侵攻ではないため、自衛隊による防衛出動を命令することはできず、警察力で対応しなければならない。2020年には、尖閣諸島を管轄する沖縄県警察に海上民兵を含む漁民に偽装した武装集団への対応に当たるための国境離島警備隊が編成された。